# Коломиец, Юрий Тимофеевич
Юрий Тимофеевич Коломи́ец (1908—1967) — советский инженер, лауреат Сталинской премии второй степени (1952).

## Биография
Родился 6 апреля 1908 года в селе Петриковка, (ныне Днепровский район, Днепропетровская область, Украина) 
Окончил сельскохозяйственную профшколу (1927), институт народного хозяйства (1931) и КГУ имени Т. Г. Шевченко по специальности «физическая химия» (1938).
Послужной список:
- 1931—1933 — инструктор профсовета Киевской области,
- 1933—1934 — служба в РККА,
- 1934—1938 — учёба в университете,
- 1938—1940 — мастер, начальник цеха завода Наркомата боеприпасов в Павлограде,
- 1940—1941 — начальник цеха Брянского химического завода,
- 1941—1943 — главный инженер завода Наркомата боеприпасов в Баку,
- 1943—1946 — главный технолог завода в Приморском крае,
- 1946—1953 — главный инженер и директор ДЗРХИ (Донецкий завод резинохимических изделий, Донецк).

В 1953—1955 годы — заместитель начальника, в 1955—1957 годы — начальник СКТБ-80 (Завод имени Свердлова), в 1957—1963 годы — директор филиала НИИ-6 (г. Дзержинск Горьковской области). Снят с должности после несчастного случая с человеческими жертвами (взрыв в цехе).
В 1963–1967 годы – заместитель директора по научной работе КНИИМ (Красноармейский НИИ механизации). кандидат технических наук (1964).
Умер в 1967 году в результате сердечного приступа.

## Признание
- Сталинская премия второй степени (1952) — за коренное усовершенствование технологического процесса.
- орден Красной Звезды
- медали